# Carla Valencia Dávila
Carla Valencia Dávila (Quito, 13 maggio 1975) è una regista, sceneggiatrice e montatrice ecuadoriana.

## Biografia
Inizia la sua carriera come assistente di produzione, esordendo alla regia nel 2004 con il cortometraggio Restos. È anche montatrice per diversi documentari cileni, tra cui Cuba, el valor de una utopia, di Yanara Guayasamín, selezionato all'International Documentary Film Festival di Amsterdam nel 2007. Abuelos è il suo primo documentario lungometraggio, presentato nel 2010 all'IDFA in competizione ufficiale e vincitore del premio  "El abrazo" al Festival di Biarritz.

## Filmografia
- Restos - cortometraggio (2006)
- Emilia - cortometraggio (2010)
- Abuelos - documentario (2010)